# 昔話
昔話（むかしばなし）は、「民俗学で、口承文芸の一つ」。言語学者ロマーン・ヤーコブソンの言葉をかりれば、「昔話は典型的な集団財産である。精神文化の社会化した部分、たとえば言語あるいは昔話は、個人的な創造が支配的な分野よりもはるかに厳格で画一的な法則にしばられている」。日本昔話は日本の民話のひとつ。「ムカシ」「ムカシコ」「ムカシガタリ」などとも呼ぶ。民衆の生活のなかから生まれ、民衆によって口承されてきたもので口承文学、また民俗資料の一。テレビアニメ化やビデオアニメ化もされている。

## 概説
「むかし」という確かではない時や「あるところに」という不明な場所を発端句として用い、本当にあったかどうかは知らないけれどという心持ちで語り継がれる話。
そのため、固有名詞を示さず、描写も最小限度にとどめ、話の信憑性に関する責任を回避した形で語られる。時代や場所をはっきり示さず、登場人物の名前も「爺」「婆」などのように性別や年齢などの特徴をもとにした普通名詞が多い。「桃太郎」も「桃から生まれた長男」の意味しか持たない。
「めでたしめでたし 」､「てっぺんぐらりん」、「どんどはれ」、「とっぴんぱらりのぷう」等の言葉で終わることが多く、これを結句と呼称している。結句は地域によってそれぞれの言葉が用いられる。

## 昔話の語り口・特徴
昔話とは、昔の人たちが代々世々伝承してきた、語り物としてのおとぎ話のことである。そのような昔話には、独自の語り方が存在する。その語り口・語り方の隅々、語りのすじ道の端々には、往古の先人たちの子どもへの思い入れが凝縮している。まず、語りの場において、昔話は一体どこに存在しているのか。それは、語られている時間のあいだだけ実在しているものである。ということは、すなわち、昔話が語り終わられたら、それはその場から消失するということである。これは、昔話の形態が、時間的文芸であることによる。このことは、同じく、演奏され終われば消える、音楽と相い似た関係にある。
さて、昔話の語り口について見てみると、それはとても簡単で明瞭であることがわかる。そのようなわかりやすい文体であるのは、語り物であるからであり、そのような語り口によって語られるのが、昔話なのである。そして、ひととおり昔話が語り終えられると、独特の定型的な結末句で終わるのが慣例となっている。この結末句は地方によって異なり、岡山の「しゃーんしゃん」や飛騨の「しゃみしゃっきり」、岩手の「どんとはれ」や秋田の「どっとはらえ」など、土地土地の結末句が伝えられている。また、この結末句に対応するように、昔話は独特の発端句ではじまる。こちらは、「昔むかし、あるところに」などの語り口である(英語の「Once upon a time」等と同じく常套句)。

## 日本の主な昔話
- 天の羽衣
- 一休さん
- 一寸法師
- 因幡の白兎
- 牛若丸
- うばすてやま
- 浦島太郎
- うりこひめとあまのじゃく
- おむすびころりん
- 親指太郎[5]
- かぐや姫
- 笠地蔵
- かちかち山
- 聞き耳頭巾[6]
- 金太郎
- こぶとりじいさん
- さるかに合戦
- 三年寝太郎
- 三枚のお札
- 舌切り雀
- 力太郎
- 鶴の恩返し
- 天狗の隠れ蓑
- 花さかじいさん
- 貧乏神と福の神[7]
- 分福茶釜
- 耳なし芳一
- 桃太郎
- 雪女
- わらしべ長者

## 昔話の型
- 異類婚姻譚
- 呪的逃走譚
- 貴種流離譚
- 難題求婚譚
- 冥界訪問譚
- 末子成功譚
- 動物報恩譚
- 異常誕生譚
- 人狼変身譚
- 土地分割譚
- 神隠し譚
- 殺害蘇生譚
- 異郷訪問譚
- 幽霊出産譚
- 継子いじめ譚
- 立身出世譚
- 死骸黄金譚
- 観音霊験譚
- 天人女房譚
- 異類退治譚
- 呪的勝負譚
- 人身御供譚
- 幽体離脱譚
- 竜蛇変身譚
- 致富譚